# Benelli

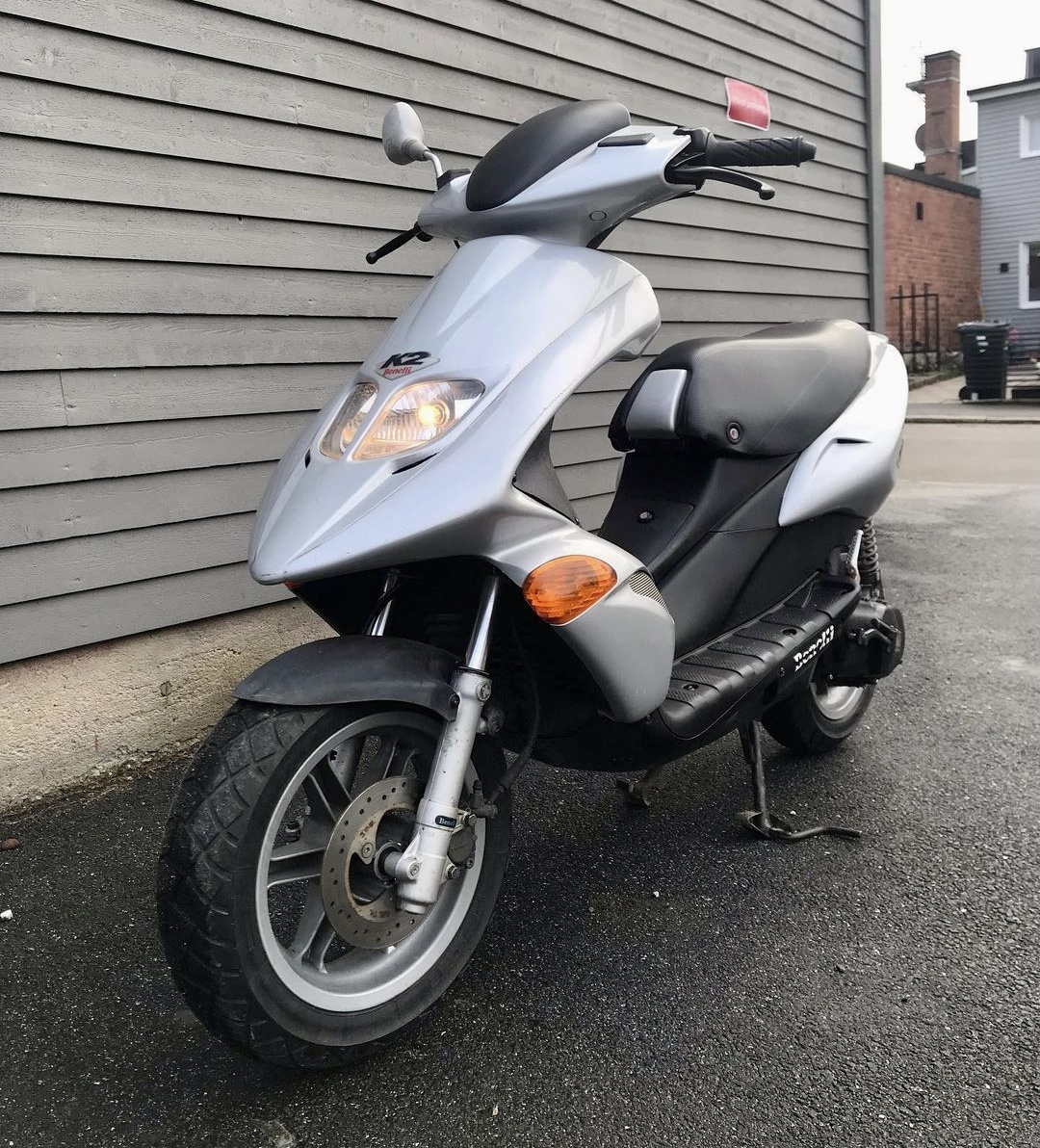
Benelli K2

A Benelli olasz motorkerékpárgyár, Olaszország legrégebben, 1911-ben alapított motorkerékpár márkája. 1967-től a fegyvergyártás is a tevékenységi körhöz tartozott – ez az üzletág Benelli Armi SpA néven 2000 óta a Beretta tulajdonában álló, a motorkerékpár-gyártól teljesen független céggé vált. A Benelli motorkerékpár márka 2005 óta a kínai központú Qianjiang csoport tagja, azonban a márka központja továbbra is Pesaro maradt.

## Történet

### Korai évek
A Benelli motorkerékpár-gyárat 1911-ben alapították Pesaroban, ezzel Európa legrégebben alapított, ma is működő motorkerékpár-gyára. Teresa Benelli férje elvesztése után hat fiúgyermekének Giuseppenek, Giovanninak, Francesconak, Filipponak, Domeniconak és Antonionak a jövőjét biztosítandó fektette be a családi tőkét a vállalkozásba, a gyár indulásával párhuzamosan Giuseppe és Giovanni Svájcban kezdték meg mérnöki tanulmányaikat. Antonio még gyermekkorú volt, ezért az induláskor még nem dolgozott a gyárban, így összesen öt Benelli testvér és hat alkalmazott közreműködésével indult meg a munka. Kezdetekben Benelli Garage néven motorkerékpárok és kerékpárok javításával foglalkoztak, de az összes szükséges alkatrészt elő tudták állítani házon belül, így nem szorultak beszállítókra. Az első világháború idején hadiipari beszállítóként kötőelemek gyártásával is foglalkoztak, majd 1919-ben bemutatták első, saját fejlesztésű motorkerékpárjukat. 1920-ban már saját erőforrást készítettek, egy 75 cm3-es, egyhengeres, kétütemű motort, amit egy kerékpár vázba szereltek be. 1921-ben mutatták be a Benelli 98-at, az első olyan motorkerékpárjukat, ami teljes egészében – a motor és a váz is – saját fejlesztés volt.
Két évvel ezután Tonino Benelli saját építésű könnyített verseny-motorkerékpárjaikkal megkezdte versenyzői pályafutását, a Benelli 175-ös különböző változataival 1927-ben, 1928-ban, 1930-ban és 1931-ben összesen négy olasz bajnoki címet szerzett – az első három bajnoki címet SOHC vezérlésű, majd az utolsót egy modernebb DOHC vezérlésű motorral. 1932-ben egy versenybaleset kettétörte versenyzői karrierjét, majd 1937. szeptember 27-én közúti balesetben elhunyt. Ma Pesaroban labdarúgóstadion őrzi a nevét.
A második világháború kitörésekor, 1939-ben készült el a négyhengeres 250 cm3-es, kompresszoros versenymotorjuk, amivel Ted Mellors a kategóriájában még abban az évben megnyerte a Isle of Man Tourist Trophyt. A versenymotor az 1940-es idényben is sikeresen szerepelt különböző olasz versenyeken, azonban a világháború miatt háttérbe szorultak a nemzeti és nemzetközi versenyek, így kevés lehetőség maradt a megmérettetésre.

### A második világháború után
A második világháború okozta gazdasági helyzet miatt 1949-ig nem sikerült elindítani a gyártást, az olasz hadsereg számára legyártott, de már át nem vett motorkerékpárok polgári változatúvá alakításával és értékesítésével sikerült a gyártás újraindítását pénzügyileg megalapozni. A gyártás a háború előtti tervek alapján zajlott. Az 1949-es évben  Giuseppe Benelli kivált a családi vállalkozásból és megalapította a MotoBi márkát. 1951-re széles modellskálával sikerült lefedni a piacot, a termékpalettán 98, 125, 350 és 500 cm3-es típusok is megtalálhatóak voltak, a Benelli Leoncino 125 két- és négyütemű motorral is kapható volt. A háború utáni Olaszországban nagy igény mutatkozót olcsó járművekre, így a motorkerékpár eladások soha nem látott mértéket öltöttek, a konkurens cégek, a Moto Guzzi, Ducati, Laverda is hasonló eladási mutatókat ért el, illetve a Vespa és Lambretta robogók is óriási sikereket értek el az eladások terén. A Benelli leszerződött az amerikai Montgomery Ward importőr és kereskedő vállalattal, aki Riverside márkanéven forgalmazott átcímkézett Benneli motorkerékpárokat. 1962-ben a pénzügyileg meggyengült MotoBi a Benelli része lett, együttesen mintegy 550 alkalmazottal napi 300 motorkerékpár legyártására volt kapacitás. A MotoBi modelleket az egyesítés után Benelli márkanéven forgalmazták. 1969-ben a Benelli bemutatta a MotoBi származék Tornado 650-et – az álló ikerhengeres konstrukciójú motorkerékpárral elsősorban a brit és az amerikai piacot kívánták célba venni. A gyártmány magas fokú megbízhatóságával és viszonylag magas 220 kg-os saját tömege ellenére is kiváló menetteljesítményével szerzett megbecsülést. A 7400 1/min fordulaton 57 lóerős motor 187 km/h-s sebesség elérését tette lehetővé. A Tornado – később Tornado S – 1974-es leváltását a japán konkurencia európai megjelenése és megerősödése tette szükségessé.

### A de Tomaso évek

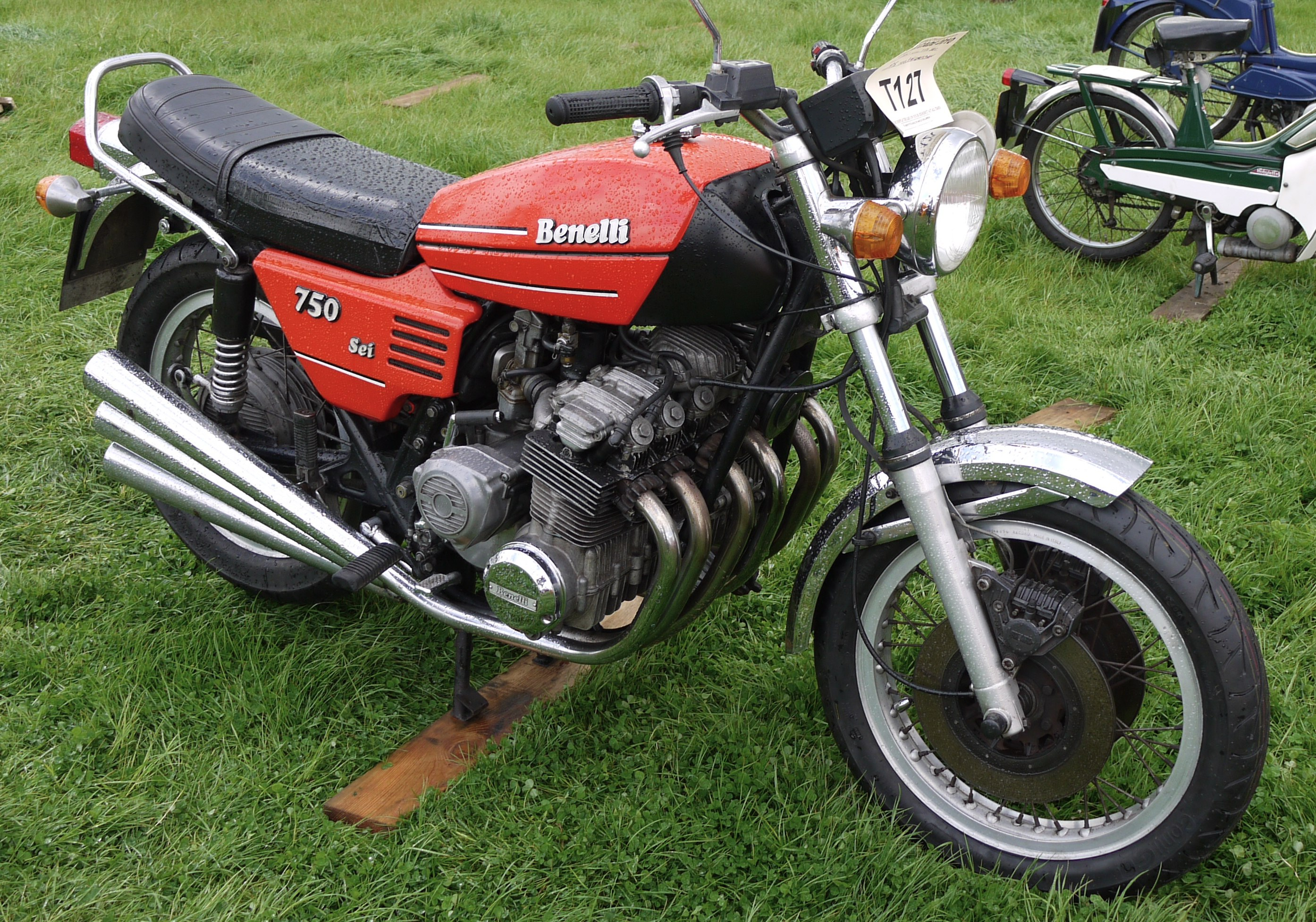
Benelli 750 Sei (1975)

Az 1960-as évek végére a japán gyártók európai jelenléte annyira felerősödött, hogy komoly válságba sodorta a tradicionális európai gyártókat. Bár a Benelli jelenléte az amerikai piacon a 350 cm3 alatti kategóriában a Montgomery Wardnak köszönhetően erős volt az európai piacon teret veszítettek – az európai gyártók, úgy mint a Norton, a BSA, a Triumph nem követték a modern motorépítési trendeket, még mindig elavult nyomórudas (OHV) vezérlésű egyhengereseket alkalmaztak, míg az olyan japán gyártóknál, mint például a Honda eddigre általánossá váltak a többhengeres, sportosabb menetdinamikát biztosító OHC vezérlésű erőforrások, vagy akár az önindító beépítése.
1971-ben az argentin Alejandro de Tomaso felvásárolta a Benellit, majd 1973-ban a Moto Guzzit is és a japán konkurencia fejlesztéseire reagálva egy sor modern, többhengeres motort emelt a termékkínálatba – például a 350 Quattro és az 500 Quattro, vagy a Benelli 750 Sei-t, ami a piacon egyedülálló módon hathengeres erőforrással rendelkezett – ez volt a világ első hathengeres sorozatgyártású motorkerékpárja. A technikai fejlesztések ellenére a Benellinél 1988-ra a gyártás leállt, a vállalat beolvadt a Moto Guzziba, ami Guzzi Benelli Moto S.p.A. néven működött tovább, a pesaroi üzemet pedig eladták.
A gazdasági sikertelenség ellenére a 70-es, 80-as évekbeli Benellik – köztük a 750 Sei-jel – manapság a használt piacon jóval magasabb áron cserélnek gazdát, mint kortársaik, keresett, kultikus veteránmotorok váltak belőlük.

### Modern éra

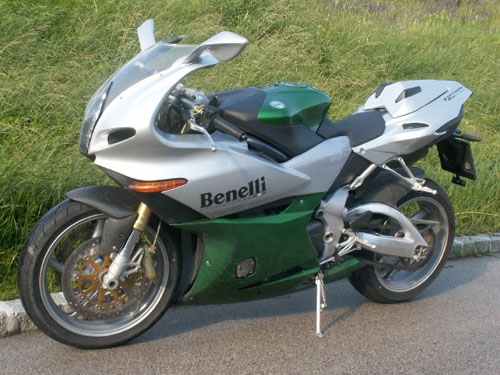
Benelli Tornado Tre 900 (2003)

1989-ben a pesaroi Biesse csoport alapítója Giancarlo Selci – aki egyébként a Benellinél dolgozott esztergályosként, mielőtt megalapította a mai vállalatbirodalmát megalapozó cégét – megpróbálkozott egy újrakezdéssel, ez akkor sikertelen volt. 1995-ben Andrea Merloni vásárolta fel a gyártási jogokat, de csak hosszas fejlesztés után, 2002-re készültek el a Tornado és a TnT modellek. A márkát 2005-ben felvásárolta a Qianjiang Group és Benelli Q.J. néven üzemelteti azt. A cégközpont visszakerült Pesaróba, de Benelli márkanéven a Qianjiang Group kínai gyárában Wenlingben is készülnek robogók.
A Qianjiang Group hátterével sikerült betörni az óriásinak számító indiai motorkerékpárpiacra – Púnában hoztak létre egy vegyesvállalatot, amelyben 51%-ban az indiai DSK Group, míg 49%-ban a Benelli a tulajdonos, helyi piacra gyártanak több modellt is.

## Versenysport

### Gyorsasági motoros Európa-bajnokáság
| Év   | Bajnok          | Típus                |
| ---- | --------------- | -------------------- |
| 1932 | Carlo Baschieri | Benelli 175 bialbero |
| Év   | Bajnok          | Típus                |
| 1934 | Yvan Goor       | Benelli 175 bialbero |

### MotoGP világbajnokság
- Bajnokok a 250 cm3-es géposztályban:

| Év   | Bajnok          | Típus       |
| ---- | --------------- | ----------- |
| 1950 | Dario Ambrosini | Benelli 250 |
| Év   | Bajnok          | Típus       |
| 1969 | Kel Carruthers  | Benelli 250 |

### Tourist Trophy
| Év                     | Bajnok          | Osztály | Típus |
| ---------------------- | --------------- | ------- | ----- |
| 1939-es Isle of Man TT | Ted Mellors     | 250 cm3 |       |
| 1950-es Isle of Man TT | Dario Ambrosini | 250 cm3 |       |
| 1969-es Isle of Man TT | Kel Carruthers  | 250 cm3 |       |